# 헤드셋

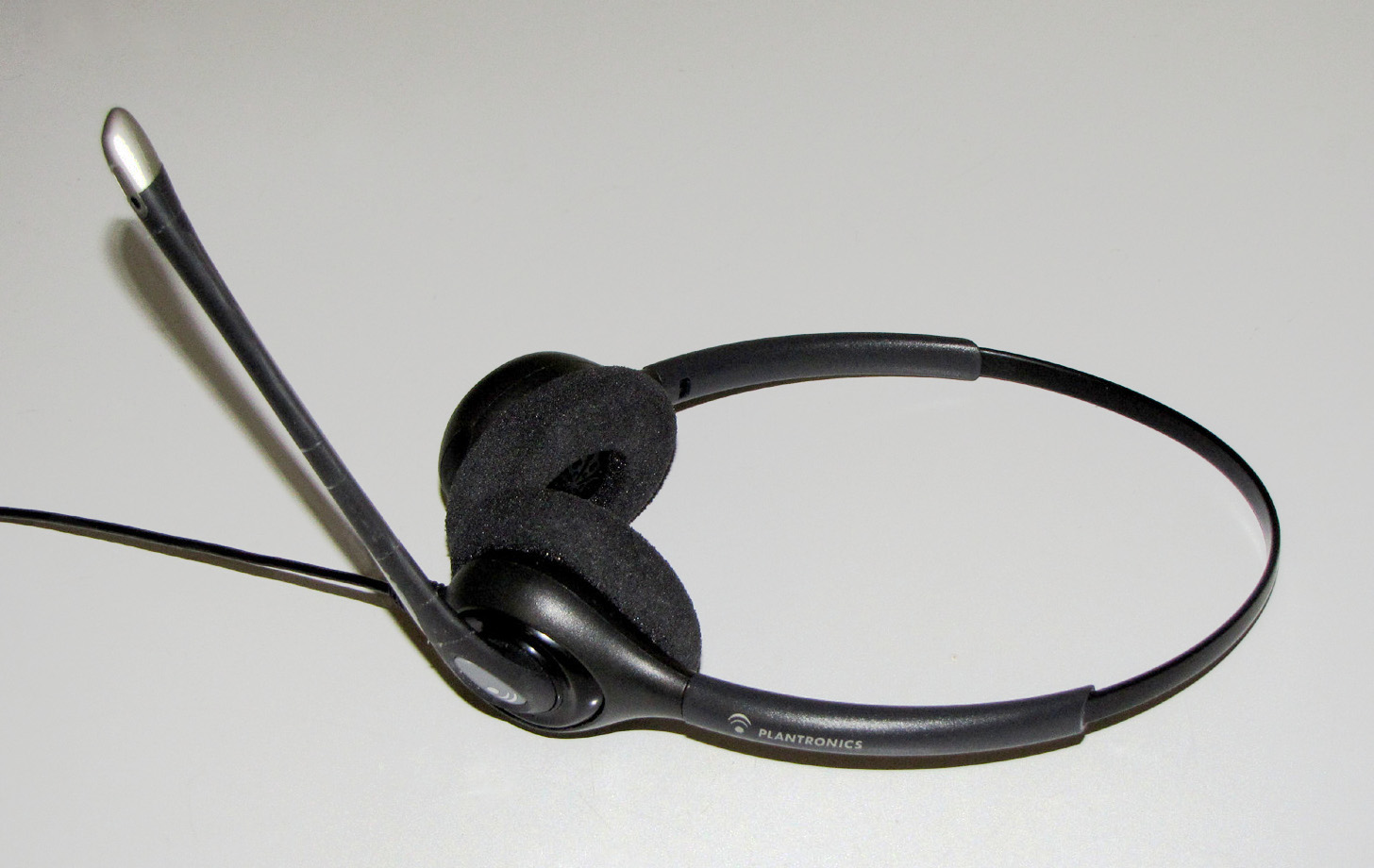
일반적인 콜 센터/사무실 헤드셋

헤드셋(headset) 또는 오디오 헤드셋(audio headset)은 헤드폰과 마이크로폰이 결합된 것이다. 헤드셋은 전화 또는 컴퓨터에 연결되어 사용자가 두 손을 자유롭게 유지하면서 말하고 들을 수 있도록 한다. 헤드셋은 고객 서비스 및 기술 지원 센터에서 흔히 사용되며, 직원들이 타자로 정보를 컴퓨터에 입력하면서 고객과 대화할 수 있다. 또한 컴퓨터 게이머들 사이에서도 흔히 사용되어 컴퓨터 자판과 마우스를 사용하여 게임을 플레이하면서 서로 대화하고 다른 사람들의 소리를 들을 수 있게 한다.

## 유형
전화 헤드셋은 일반적으로 엔터테인먼트에도 사용되는 스피커보다 더 좁은 주파수 범위를 가진 스피커를 사용한다. 반면 스테레오 컴퓨터 헤드셋은 더 넓은 주파수 범위를 가진 32옴 스피커를 사용한다.

### 모노 및 스테레오
헤드셋은 한쪽 귀에만 착용하는 디자인과 양쪽 귀에 착용하는 디자인으로 나뉜다. 양쪽 귀에 착용하는 헤드셋은 스테레오 사운드를 지원하거나 동일한 모노 오디오 채널을 양쪽 귀에 사용할 수 있다. 한쪽 귀에만 착용하는 헤드셋은 한쪽 귀를 자유롭게 하여 주변 환경을 더 잘 인지할 수 있게 한다. 전화 헤드셋은 전화가 단일 채널 입력 및 출력만 제공하기 때문에 양쪽 귀에 착용하는 디자인이라도 모노이다.

### 마이크로폰 스타일
헤드셋의 마이크로폰 암은 외부 마이크로폰을 포함하거나 보이스 튜브 유형일 수 있다. 외부 마이크로폰 디자인은 마이크로폰이 마이크로폰 암의 앞쪽에 내장되어 있다. 보이스 튜브 디자인은 내부 마이크로폰 디자인이라고도 불리며, 마이크로폰이 이어피스 근처에 내장되어 있고, 튜브가 소리를 마이크로폰으로 전달한다.
대부분의 외부 마이크로폰 디자인은 전방향 마이크로폰 또는 노이즈 캔슬링 마이크로폰 유형이다. 노이즈 캔슬링 마이크로폰 헤드셋은 양방향 마이크로폰을 요소로 사용한다. 양방향 마이크로폰의 수신 필드는 두 가지 각도만 가진다. 수신 필드는 마이크로폰의 앞쪽과 정확히 반대쪽 뒤쪽에만 제한된다. 이는 "8"자형 필드를 생성하며, 이 디자인은 사용자에게 가까운 곳에서만 소리를 포착하고 대부분의 주변 소음을 포착하지 않는 가장 좋은 방법이다.
전방향 마이크로폰은 완전한 360도 필드를 포착하며, 여기에는 많은 불필요한 소음이 포함될 수 있다.

### 헤드밴드 스타일
머리 위에 착용하는 표준 헤드밴드 헤드셋은 오버-더-헤드 헤드셋으로 알려져 있다. 사용자의 목 뒤로 넘어가는 헤드밴드를 가진 헤드셋은 백웨어 헤드셋 또는 비하인드-더-넥 헤드셋으로 알려져 있다. 부드러운 이어훅으로 귀에 착용하는 헤드셋은 오버-더-이어 헤드셋 또는 이어루프 헤드셋으로 알려져 있다. 컨버터블 헤드셋은 사용자가 다양한 부품을 재조립하여 착용 방식을 변경할 수 있도록 설계되었다. 속기사가 착용하는 헤드폰과 유사한 언더-더-친 헤드셋도 있다.

### 이어피스 스타일
헤드셋 이어피스는 한쪽 귀 또는 양쪽 귀용일 수 있다. 일반적으로 세 가지 스타일 중 하나로 제공된다.
- 인-더-이어 -- 이것은 바깥귀길의 바깥 부분 안에 들어가는 이어버드에 작은 스피커가 들어 있다.
- 온-더-이어 -- 이것은 외부 귀에 얹히는 평평한 스피커(종종 쿠션 처리됨)가 있다.
- 어라운드-더-이어 -- 이것은 외부 귀 주위에 맞고 머리에 닿아 외부 소음을 더 많이 차단하는 크고 쿠션 처리된 이어패드가 있다.

### 전화

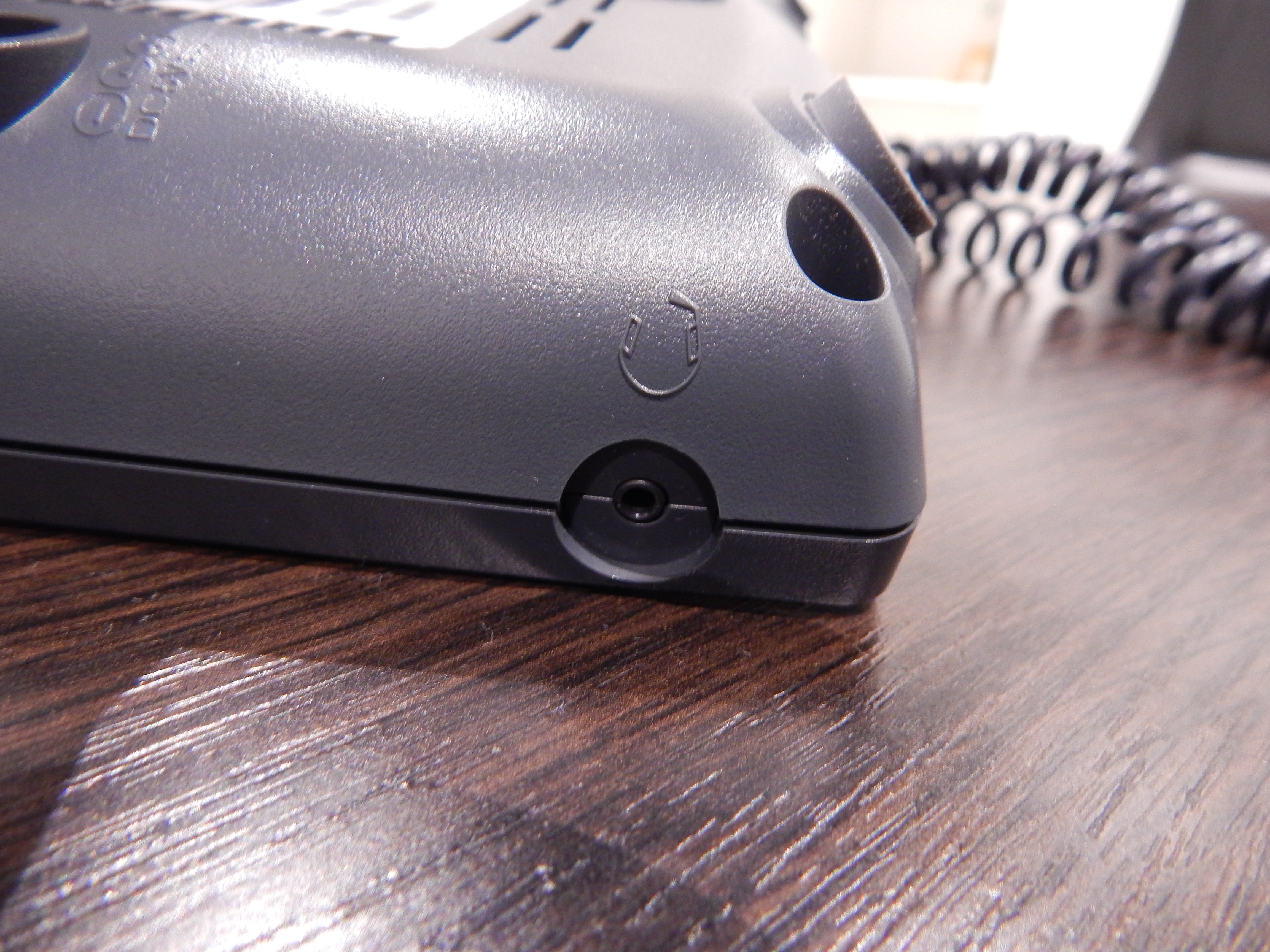
2.5mm 잭

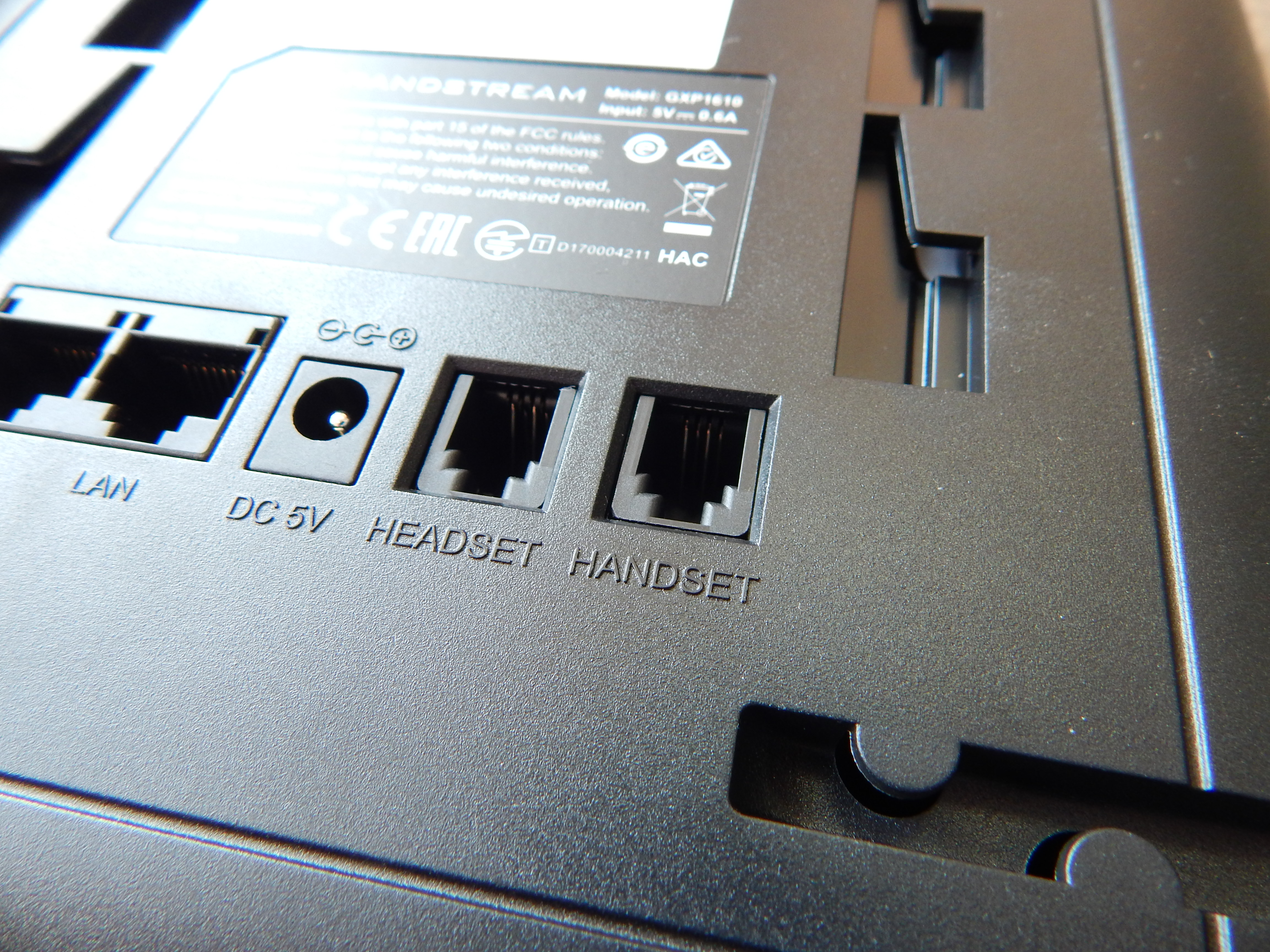
RJ-9 커넥터

전화 헤드셋은 유선 전화 시스템에 연결된다. 전화 헤드셋은 전화기의 핸드셋을 대체하여 작동한다. 표준 유선 전화용 헤드셋은 일반적으로 RJ-9 커넥터라고 불리는 표준 4P4C로 장착된다. 많은 DECT 전화 및 기타 애플리케이션용 2.5mm 잭 소켓이 있는 헤드셋도 사용할 수 있다. 무선 블루투스 헤드셋을 사용할 수 있으며 종종 휴대 전화와 함께 사용된다. 헤드셋은 전화 사용량이 많은 직업, 특히 콜 센터 직원들이 널리 사용한다. 또한 두 손을 자유롭게 한 상태에서 전화 통화를 하고자 하는 모든 사람에게도 사용된다.
헤드셋 호환성 및 핀 정렬
모든 전화 헤드셋이 모든 전화 모델과 호환되는 것은 아니다. 헤드셋은 표준 핸드셋 잭을 통해 전화에 연결되기 때문에 전화 핸드셋의 핀 정렬이 전화 헤드셋의 기본 핀 정렬과 다를 수 있다. 헤드셋이 전화와 올바르게 페어링될 수 있도록 전화 어댑터 또는 핀 정렬 어댑터를 사용할 수 있다. 이러한 어댑터 중 일부는 음소거 기능과 핸드셋과 헤드셋 간 전환도 제공한다.
전화 앰프
오래된 전화 모델의 경우, 헤드셋 마이크로폰의 온저항이 원래 핸드셋의 온저항과 다르므로 전화 헤드셋의 임피던스를 일치시키기 위해 전화 앰프가 필요하다. 전화 앰프는 전화 헤드셋 어댑터와 유사한 기본 핀 정렬을 제공하지만, 마이크로폰뿐만 아니라 스피커에도 사운드 증폭을 제공한다. 대부분의 전화 앰프 모델은 스피커뿐만 아니라 마이크로폰, 음소거 기능, 핸드셋과 헤드셋 간 전환을 위한 볼륨 조절 기능을 제공한다. 전화 앰프는 배터리 또는 AC 어댑터를 통해 전원이 공급된다.
퀵 디스커넥트 케이블

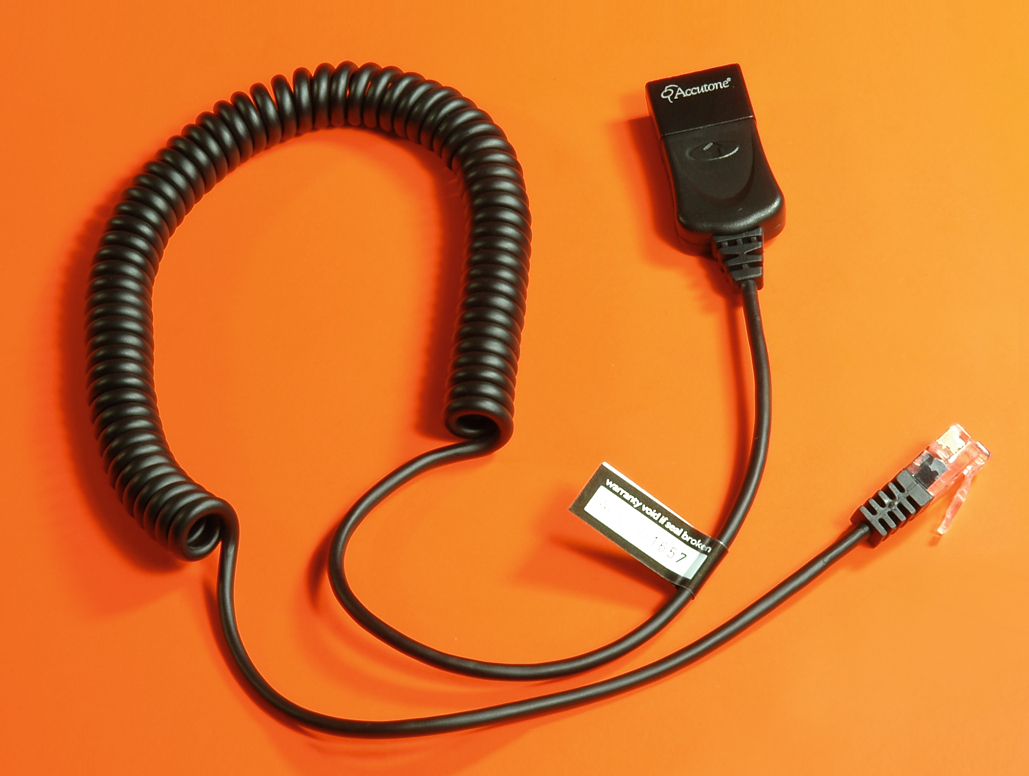
일반적인 퀵 디스커넥트 하단 케이블

대부분의 전화 헤드셋에는 퀵 디스커넥트(QD) 케이블이 있어 헤드셋을 제거할 필요 없이 전화에서 헤드셋을 빠르고 쉽게 분리할 수 있다.
핸드셋 리프터

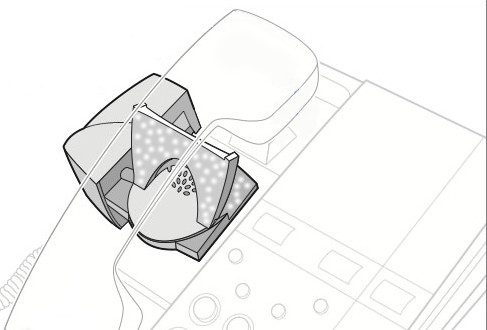
표준 핸드셋 리프터

핸드셋 리프터는 전화에서 핸드셋을 자동으로 들어 올리거나 제자리에 놓는 장치이다. 일반적으로 무선 헤드셋에 연결되어 기술적으로 원시적인 데스크 전화기에서 무선 헤드셋을 사용할 수 있게 한다.
일부 전화기는 스위치훅 작동을 위한 기계적인 수단만 가지고 있다. 리프터는 이러한 전화기에서 무선 헤드셋을 원격으로 사용할 수 있게 한다. 전화 사용자는 적절한 헤드셋 버튼을 눌러 통화를 받거나 끊는다. 헤드셋의 베이스 스테이션과 핸드셋 리프터 간의 인터페이스는 적절한 동작을 취할 것이다 – 핸드셋을 들어 올리거나 제자리에 놓는다.
핸드셋 리프터의 사용은 대부분의 기술 전문가들에게는 구식으로 간주된다. 수십 년 전의 기술은 그러한 장치의 필요성을 없앴지만, 현대 IP 전화기를 포함한 많은 전화기에는 여전히 스위치훅 작동을 위한 별도의 회로가 없다.

## 컴퓨터

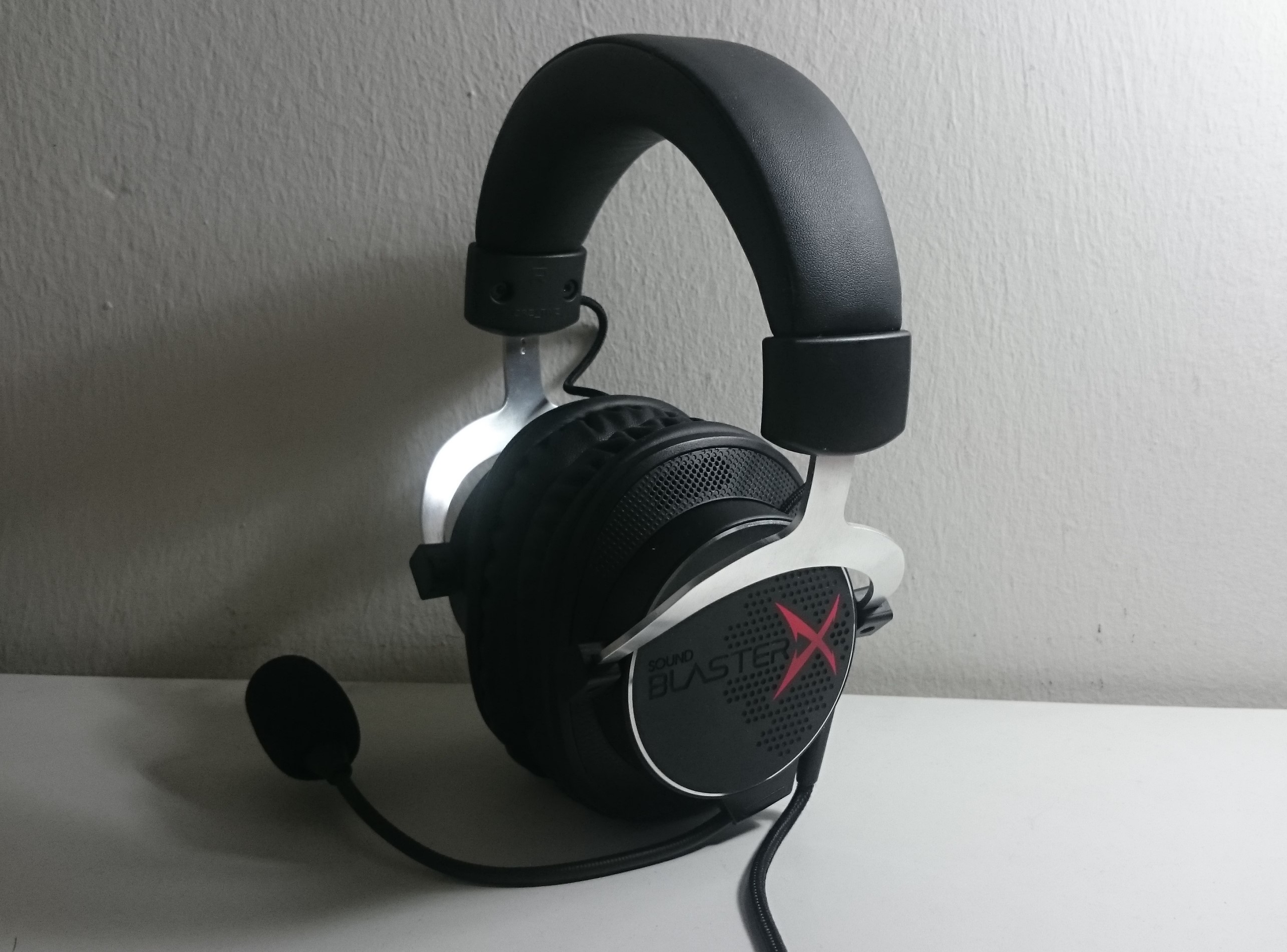
일반적인 게이밍 헤드셋으로, 게이밍 지향 그래픽과 마이크가 부착되어 있다. 마이크는 왼쪽 이어컵에 있다. 표준 3.5mm TRS 커넥터와 함께

컴퓨터 헤드셋은 일반적으로 표준 3.5mm 및 USB 연결의 두 가지 연결 유형으로 제공된다. 일반 3.5mm 컴퓨터 헤드셋은 두 개의 3.5mm 커넥터와 함께 제공된다. 하나는 마이크로폰 잭에 연결되고 다른 하나는 컴퓨터의 헤드폰/스피커 잭에 연결된다. 3.5mm 컴퓨터 헤드셋은 사운드 카드를 통해 컴퓨터에 연결되며, 사운드 카드는 컴퓨터의 디지털 신호를 헤드셋의 아날로그 신호로 변환한다. USB 컴퓨터 헤드셋은 USB 포트를 통해 컴퓨터에 연결되며, 오디오 변환은 헤드셋 또는 헤드셋의 제어 장치에서 이루어진다.
컴퓨터용 게이밍 헤드셋은 게이밍을 위해 특별히 설계되었으며 게이머에게 유용할 수 있는 몇 가지 추가 기능을 제공한다. 이러한 기능에는 게임별 사운드 모드, 인기 게임 또는 테마에서 영감을 받은 미학적 디자인, 탈착식 마이크로폰, RGB 조명 등이 포함된다.

## 휴대 전화

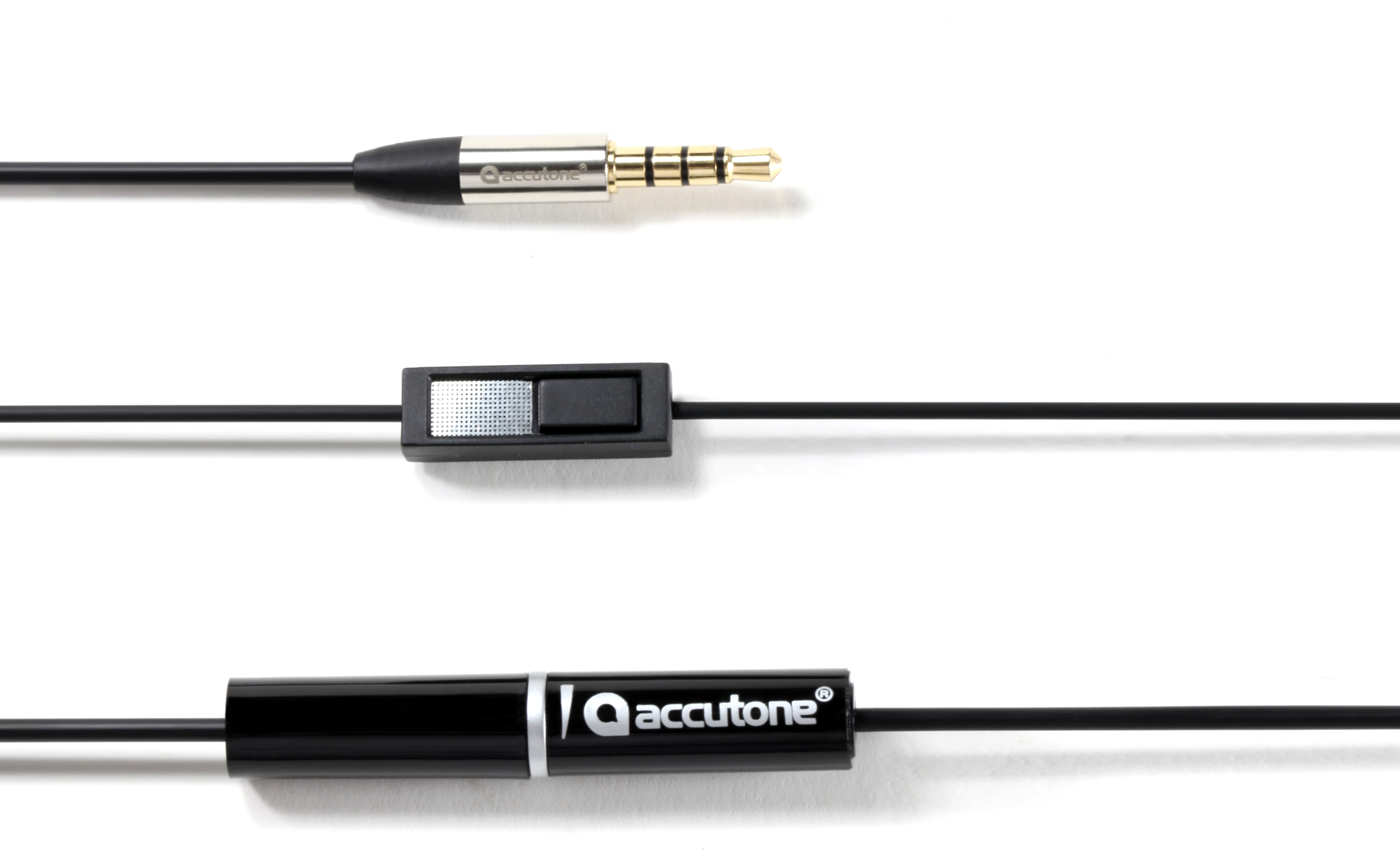
휴대 전화 또는 스마트폰 헤드셋에는 볼륨 조절, 마이크로폰 및 3.5mm 플러그가 포함될 수 있다.

휴대 전화 헤드셋은 종종 핸즈프리라고 불린다. 구형 휴대 전화는 케이블에 연결된 마이크로폰 모듈이 있는 단일 이어폰을 사용했다. 음악 재생 휴대 전화의 경우, 제조업체는 마이크로폰이 있는 스테레오 이어폰을 묶음으로 제공할 수 있다. 더 나은 소리 품질 또는 무선 통신 연결을 제공할 수 있는 타사 브랜드도 있다.
모바일 헤드셋은 비하인드-더-넥, 오버-더-헤드, 오버-더-이어, 경량 이어버드를 포함한 다양한 착용 스타일로 제공된다. 일부 애프터마켓 모바일 헤드셋은 전화기의 오디오 커넥터와 다른 표준 2.5mm 플러그와 함께 제공되므로 사용자는 어댑터를 구매해야 한다. 컴퓨터용 USB 헤드셋은 전화기 또는 포터블 미디어 플레이어의 마이크로-USB 슬롯에 직접 연결할 수 없다. 스마트폰은 종종 표준 3.5mm 잭을 사용하므로 사용자는 헤드셋을 직접 연결할 수 있다. 그러나 3.5mm 플러그에는 주로 OMTP와 CTIA의 다른 핀 정렬이 있으므로 사용자는 헤드폰/헤드셋을 구매하기 전에 장치가 어떤 설정을 사용하는지 확인해야 한다.
많은 무선 모바일 헤드셋은 블루투스 기술을 사용하며, 이는 많은 전화기와 컴퓨터에서 지원되며, 때로는 블루투스 어댑터를 USB 포트에 연결하여 지원된다. 버전 1.1부터 블루투스 장치는 음성 통화를 전송하고 여러 음악 및 비디오 형식을 재생할 수 있지만, 휴대 전화 또는 미디어 장치와 헤드셋 모두 A2DP 프로필을 가지고 있지 않으면 오디오는 스테레오로 재생되지 않는다.

## 무선
2019년에 무선 헤드셋은 비즈니스 및 소비자 통신 분야에서 새로운 트렌드였다. 다양한 무선 제품이 있으며, 일반적으로 응용 프로그램 및 전원 관리에 따라 다르다. 최초의 무선 헤드셋은 NASA와 플랜트로닉스가 아폴로 계획 중에 우주 비행사의 임무 중 통신을 개선하기 위해 공동으로 발명했다.

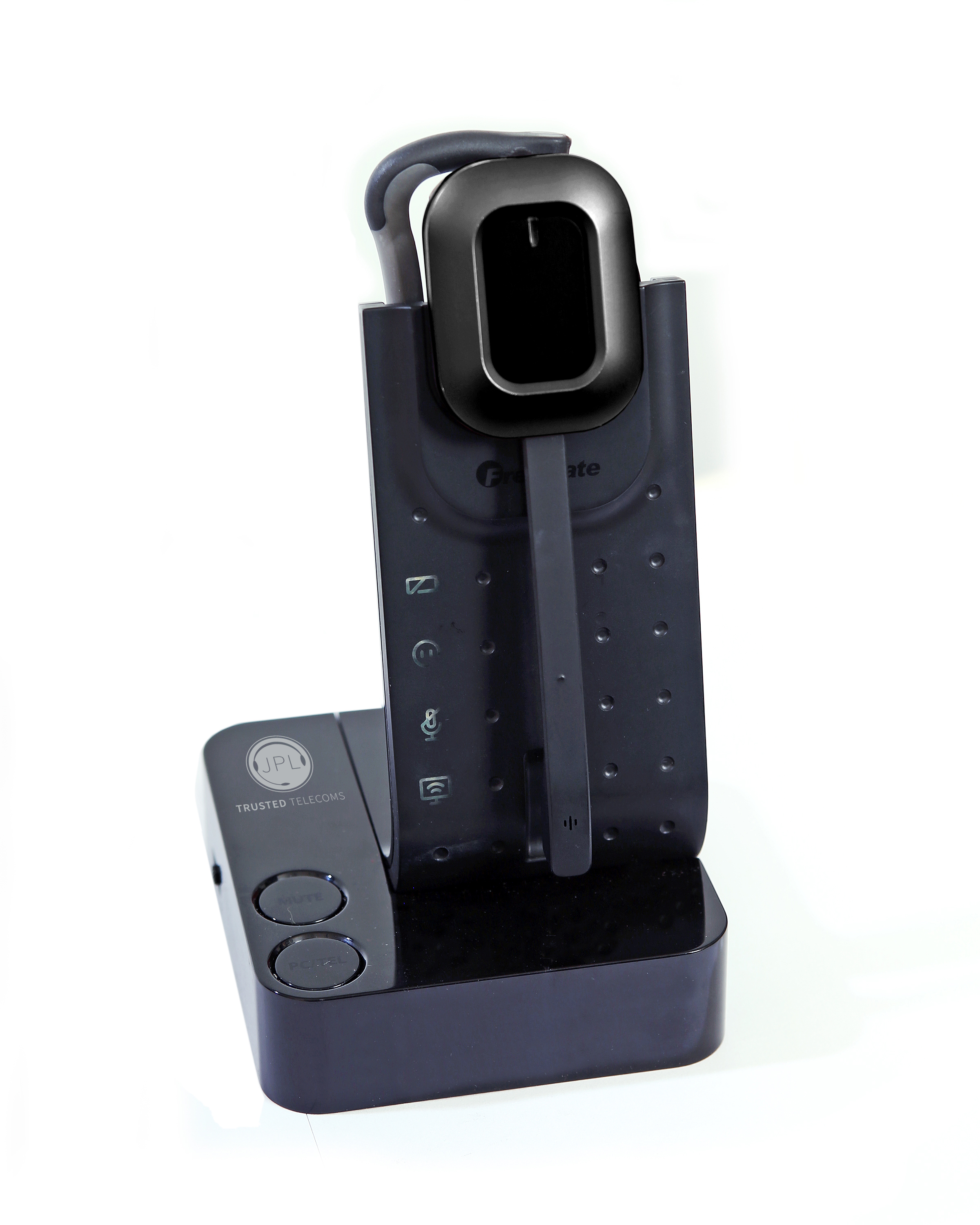
JPL Trusted Telecom X400 DECT

### 디지털 향상 무선 통신
디지털 향상 무선 통신(DECT)은 무선 전화기의 가장 일반적인 표준 중 하나이다. 1.88~1.90GHz RF (유럽 버전) 또는 1.92~1.93GHz RF (미국 버전)를 사용한다. 국가마다 DECT에 사용되는 대역폭에 대한 규정이 다르지만, 대부분은 이 대역을 무선 오디오 전송을 위해 미리 설정해 두었다. DECT의 가장 일반적인 프로필은 일반 액세스 프로필(GAP)로, 기지국과 무선 핸드셋 간의 공통 통신을 보장하는 데 사용된다. 이 공통 플랫폼은 장치가 다른 제조업체의 제품이라도 두 장치 간의 통신을 허용한다. 예를 들어, 파나소닉 DECT 기지국은 이론적으로 지멘스 DECT 핸드셋에 연결할 수 있다. 이 프로필을 기반으로 플랜트로닉스, 자브라 또는 아큐톤과 같은 개발자들은 GAP 지원 DECT 전화기와 직접 페어링할 수 있는 무선 헤드셋을 출시했다. 따라서 DECT 무선 헤드셋을 사용하는 사용자는 자신의 가정용 DECT 전화기와 페어링하여 무선 통신을 즐길 수 있다.

### 2.4GHz
DECT 사양이 국가마다 다르기 때문에, 다른 국가에서 동일한 제품을 사용하는 개발자들은 DECT의 1.89 또는 1.9GHz 대신 2.4GHz RF를 사용하는 무선 헤드셋을 출시했다. 전 세계 거의 모든 국가에서 2.4GHz 대역을 무선 통신에 개방하고 있으므로, 이 RF 대역을 사용하는 헤드셋은 대부분의 시장에서 판매될 수 있다. 그러나 2.4GHz 주파수는 무선랜, 와이파이, 블루투스 등 많은 무선 데이터 전송의 기본 주파수이기도 하여 대역폭이 상당히 혼잡할 수 있으므로 이 기술을 사용하면 간섭에 더 취약할 수 있다.
2.4GHz 무선 헤드셋은 어떤 표준 무선 전화기와도 직접 "대화"할 수 없으므로 이 제품이 작동하려면 추가 베이스 유닛이 필요하다. 대부분의 2.4GHz 무선 헤드셋은 무선 헤드셋과 무선 베이스 스테이션의 두 유닛으로 구성되며, 베이스 스테이션은 핸드셋 잭을 통해 원래의 전화 유닛에 연결된다. 무선 헤드셋은 2.4GHz RF를 통해 베이스 스테이션과 통신하며, 음성 신호는 베이스 유닛을 통해 전화 유닛으로 송수신된다. 일부 제품은 자동 핸드셋 리프터도 제공하여 사용자가 무선 헤드셋의 버튼을 눌러 전화기에서 핸드셋을 무선으로 들어 올릴 수 있다.

### 블루투스

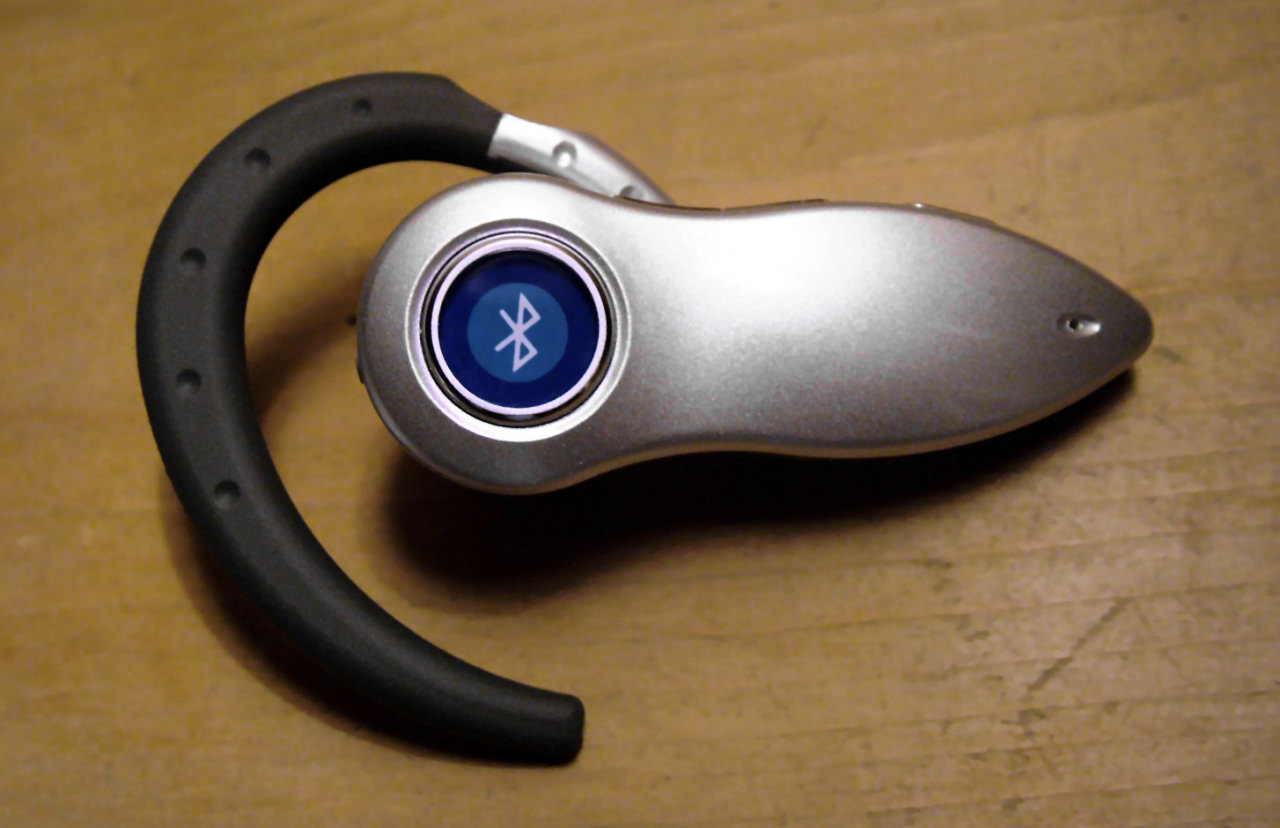
2000년대 후반의 일반적인 블루투스 헤드셋

블루투스 기술은 단거리 음성 전송에 널리 사용된다. 데이터 전송에도 사용될 수 있지만, 짧은 거리(배터리 소모를 줄이기 위해 저전력 사용으로 인한)가 제한 요소이다. 매우 일반적인 응용 프로그램은 사용자의 주머니에 있을 수 있는 전화기를 위한 핸즈프리 블루투스 이어피스이다.
블루투스 헤드셋에는 두 가지 유형이 있다. 블루투스 v1.0 또는 v1.1을 사용하는 헤드셋은 일반적으로 단일 모노 이어피스로 구성되며, 블루투스의 헤드셋/핸즈프리 프로필만 액세스할 수 있다. 전화기의 운영 체제에 따라 이 유형의 헤드셋은 음악을 매우 낮은 품질(음성용으로 적합)로 재생하거나 전혀 재생할 수 없을 수도 있다.
A2DP 프로필을 가진 헤드셋은 허용 가능한 품질로 스테레오 음악을 재생할 수 있다. 일부 A2DP 장착 헤드셋은 음악을 재생하는 동안 마이크로폰 기능을 자동으로 비활성화한다. 이 헤드셋이 블루투스 연결을 통해 컴퓨터에 페어링되면 헤드셋이 스테레오 또는 마이크로폰 기능 중 하나를 비활성화할 수 있다. 최신 에어팟 또한 통화 및 시리 디지털 비서와의 상호 작용에 사용할 마이크로폰을 가지고 있다.

### 블루투스 무선 데스크톱 장치
블루투스 기술을 사용하는 데스크톱 장치를 사용할 수 있다. 유선 전화와 사운드 카드를 통해 컴퓨터에 케이블로 연결되는 베이스 스테이션이 있으면, 어떤 블루투스 헤드셋을 가진 사용자도 헤드셋을 베이스 스테이션에 페어링하여 동일한 헤드셋을 유선 전화와 컴퓨터 VoIP 통신 모두에 사용할 수 있다. 이 유형의 장치는 다중 지점 블루투스 헤드셋과 함께 사용될 때 단일 블루투스 헤드셋이 컴퓨터, 모바일 전화 및 유선 전화와 모두 통신할 수 있게 한다.
일부 블루투스 사무실 헤드셋은 베이스 스테이션에 클래스 1 블루투스를 통합하여 클래스 1 블루투스 헤드셋과 함께 사용될 때 사용자가 일반적으로 33피트인 일반적인 클래스 2 블루투스 헤드셋보다 더 먼 거리(일반적으로 약 100피트)에서 통신할 수 있게 한다. 이 베이스 스테이션과 함께 제공되는 많은 헤드셋은 클래스 2 블루투스를 통해 휴대 전화에 연결되지만, 범위는 약 33피트로 제한된다.

### 골전도 헤드셋
골전도 헤드폰/세트는 음향을 주로 머리뼈의 뼈를 통해 속귀로 전송하여 청취자가 귓구멍을 막지 않고도 오디오 콘텐츠를 인지할 수 있게 한다. 골전도 전송은 음파가 뼈, 특히 머리뼈의 뼈를 진동시킬 때 계속 발생하지만, 일반 개인이 귓구멍을 통해 전달되는 소리와 뼈를 통해 전달되는 소리를 구별하기는 어렵다. 뼈를 통한 의도적인 소리 전송은 골전도 헤드폰과 같이 정상 청력을 가진 개인에게 사용될 수 있거나 특정 유형의 청각 장애 치료 옵션으로 사용될 수 있다. 뼈는 일반적으로 고주파 소리보다 저주파 소리를 더 잘 전달한다. 이러한 헤드셋/폰은 유선 또는 무선일 수 있다.

## 같이 보기
- VR 헤드셋